# Sociedad de las Cinco Armas
La Sociedad de las Cinco Armas es una organización ficticia que aparece en los cómics estadounidenses publicados por Marvel Comics. La Sociedad de las Cinco Armas fue una organización creada por los hermanos Zheng Yi y Zheng Zu para defender a China durante la Dinastía Qing, luego de la muerte de Yi, la sociedad se convirtió en una organización criminal, utilizando nombres como la Orden Celestial de los Si-Fan y la Orden Celestial de los Hai-Dai.
La organización debutó en Special Marvel Edition # 15 (diciembre de 1973) en la Edad de Bronce de los cómics , bajo el nombre Orden Celestial de Si-Fan, la organización del Dr. Fu Manchú, creada por el escritor Sax Rohmer, Fu Manchú adaptado como el padre de Shang-Chi, un héroe creado por Steve Englehart y Jim Starlin.

## Historial de publicaciones
A principios de la década de 1970, el escritor Steve Englehart y el artista Jim Starlin se acercaron a Marvel Comics para adaptar la serie de televisión Kung Fu a un cómic, ya que la empresa matriz de DC, Warner Communications, poseía los derechos de la serie. DC Comics, sin embargo, no estaba interesado en su lanzamiento, creyendo que la popularidad del género del programa y de las artes marciales desaparecería rápidamente. Luego, el dúo se acercó a Marvel Comics con la idea de crear un cómic original centrado en el kung fu. El editor en jefe Roy Thomas estuvo de acuerdo, pero solo si incluirían al villano pulp de Sax Rohmer, el Dr. Fu Manchú, ya que Marvel había adquirido previamente los derechos del cómic del personaje.
Englehart y Starlin desarrollaron a Shang-Chi, un maestro de kung fu y un hijo previamente desconocido del Dr. Fu Manchú. Aunque él mismo es un personaje original, muchos de los personajes secundarios de Shang-Chi (sobre todo el Dr. Fu Manchú, Sir Denis Nayland Smith, Dr. James Petrie, Fah Lo Suee y Si-Fan) fueron creaciones de Rohmer. El Si-Fan apareció por primera vez en Special Marvel Edition # 15 (diciembre de 1973), que luego se tituló Master of Kung Fu dos números más tarde.
En las novelas de Rohmer, los Si-Fan eran una organización criminal internacional convertida en tong que Fu Manchú lideró como parte de sus planes para dominar el mundo. En los cómics, Si-Fan mantuvo el mismo papel que en las novelas y, a menudo, se los representaba como un clan similar a un ninja similar a la Mano.
Después de que expiró la licencia de Marvel con el patrimonio de Rohmer, Master of Kung Fu se canceló en 1983. A pesar de que los problemas posteriores mencionaron personajes de las novelas de forma críptica o se eliminaron por completo, Si-Fan aún mantuvo su nombre original en sus apariciones.
En Secret Avengers # 6-10 de 2010, el escritor Ed Brubaker eludió oficialmente todo el problema a través de una historia en la que el Consejo de la Sombra resucita una versión zombificada del Dr. Fu Manchú, solo para descubrir que "Dr. Fu Manchú" era solo un alias y que el nombre real del padre de Shang-Chi es Zheng Zu (chino: 鄭祖) mientras que el Si-Fan se conoce como Hai-Dai.
En la miniserie Shang-Chi de 2020, el escritor Gene Luen Yang hizo una revisión completa del mito de Shang-Chi al presentar la Sociedad de las Cinco Armas, el verdadero nombre de la organización de su padre que alguna vez fue una heroica sociedad secreta que se convirtió en una organización criminal y que Si-Fan y Hai-Dai eran alias por los que pasó la Sociedad durante su historia. Consternado por las representaciones orientalistas de la organización del padre de Shang-Chi en los cómics más antiguos, Yang trabajó para traer una representación auténtica de la cultura china con la Sociedad de las Cinco Armas, representándolos como un culto "congelado en [el] tiempo" de la Dinastía Qing y  aislado de la China moderna. Yang basó las Cinco Casas de la Sociedad en los cinco elementos de la cultura oriental, con: fuego (mano mortal), agua (daga mortal), madera (bastón mortal), metal (sable mortal) y tierra (martillo mortal). El hecho de que Shang-Chi sea el Campeón de la Casa de la Mano Mortal es una referencia a las series The Hands of Shang-Chi, Master of Kung Fu y The Deadly Hands of Kung Fu que protagonizó anteriormente. En un Partiendo de historias anteriores de Shang-Chi rechazando el legado de su padre, Yang terminó la miniserie con Shang-Chi asumiendo el control de la organización de su padre, prometiendo devolverla a sus raíces heroicas.

## Historia de la organización ficticia

### Orígenes
La Sociedad de las Cinco Armas fue creada durante la Dinastía Qing para proteger a China por los Hermanos Hechiceros Zheng Zu y Zheng Yi y sus cinco discípulos, los Guerreros Mortales. Zu basó los nombres del Guerrero Mortal y la estructura de la Sociedad en los Cinco Juegos de Armas Celestiales de Ta-Lo: Un Martillo (Martillo), Dos Espadas (Sable), Nueve Dagas (Daga), Tres Bastones (Bastón) y Diez Anillos (Mano).
En una de esas misiones, los Hermanos Hechiceros y los Guerreros Mortales protegieron la prefectura de Tianjin de Fin Fang Foom. El Anciano, un compañero hechicero y amigo, proporcionó a los hermanos los Ojos del Dragón, un par de piedras que otorgaban longevidad y vigor mientras requerían el sacrificio de otro. Para 1860, los hermanos habían envejecido décadas más allá de su vida natural mediante el uso de hechizos de longevidad y sobrevivieron a los Deadly Warriors originales, pero como resultado se habían debilitado. Durante la segunda guerra del Opio, la Sociedad luchó contra las fuerzas británicas, pero fue derrotada por Dormammu y los Seres sin Mente convocados por el hechicero británico Barón Harkness, lo que resultó en la muerte de los Deadly Warriors de la época. Zu intentó usar los Ojos del Dragón para salvar a Yi, herido de muerte, a costa de su propia vida, pero como no quería gobernar la Sociedad solo, Yi revirtió el hechizo, concediéndole a Zu la inmortalidad y devolviéndole la juventud, dándole el poder de derrotar a las fuerzas británicas combinadas. Tras la muerte de su hermano y los Guerreros Mortales, Zu dirigió la Sociedad solo, estableciendo cinco casas en su honor. Sin la guía de su hermano, Zu se volvió cada vez más amargo y despiadado. Después de perder una de las casas durante la Rebelión de los Bóxers, Zu renunció a su país y seguidores por su debilidad percibida y mintió sobre la muerte de su hermano, alegando que lo mató por ser débil también y robó su energía espiritual para aumentar la suya. Posteriormente, Zu trasladó cuatro de las cinco casas de la Sociedad a países extranjeros dentro de la Alianza de las Ocho Naciones para monitorear a aquellos que habían luchado contra China y la Sociedad durante el conflicto. Solo la Casa de la Mano Mortal permanecería en China, que también serviría como su retiro personal y base de operaciones.
En los años siguientes, cada una de las cinco casas se complementó con decenas de guerreros, y los mejores fueron nombrados campeones de su casa. Varios de los hijos de Zu se criarían en cada una de las Casas, con cinco de ellos cada uno emergiendo como Campeón. Zu convirtió a la Sociedad en un imperio criminal, adoptando el apodo de Fu Manchú y renombrando a la Sociedad como la Orden Celestial de los Si-Fan. A pesar de los tiempos cambiantes, la Sociedad conservó la imagen que tenía durante la dinastía Qing, y todos sus miembros todavía vestían ropa de la época hasta bien entrado el siglo XXI. Los miembros que se criaron dentro de los límites de la Sociedad tuvieron poca o ninguna exposición a la cultura moderna, incluidos los hijos de Zu. En el momento actual, Si-Fan había hecho conexiones con organizaciones como Triadas en Asia y Tongs en América.

### Orden Celestial de los Si-Fan
El hijo de Fu Manchú, Shang-Chi, fue criado desde la infancia para ser el mejor guerrero de la Sociedad. Durante su crianza, Shang-Chi desconocía el verdadero nombre o los objetivos de Si-Fan, ni el hecho de que él era el Campeón designado de la Casa de la Mano Mortal. Después de descubrir la naturaleza malvada de su padre, Shang-Chi deserta de Si-Fan, lo que desencadena un conflicto de años con el imperio criminal de su padre. La media hermana de Shang-Chi, Fah Lo Suee, obtiene el control de su propia facción de Si-Fan de su padre, pero no logra cooptar a Shang-Chi en sus propios planes para usurpar el imperio criminal de su padre. En un momento, Fu Manchu une a los Si-Fan con varios grupos como los Dacoits, Thugees, Caballeros templarios y Hashashins en una sola organización llamada Orden de la Golden Dawn. El intento de Golden Dawn de comenzar la Tercera Guerra Mundial es frustrado por Shang-Chi y sus aliados. Se convirtió en un líder tong usando el nombre de Wang Yu-Seng.
Después de la aparente muerte de Fu Manchú, su organización se dividió en facciones: Sleeping Dragon Clan (dirigido por Chiang Kai-Dong), Steel Lotus Group (dirigido por Hsien Ming-Ho), Wild Tiger Mob (dirigido por Deng Ling-Xiao) y Coiled Serpent Syndicate (dirigido por Mao Liu-Cho). Kingpin toma el control de su propia facción de Si-Fan en Hong Kong y les proporciona cibernética. Shang-Chi une fuerzas con los X-Men y Elektra Natchios contra el Si-Fan de Kingpin. Usando el nombre en clave Loto Maldito, su hija Fah Lo Suee se asoció con Deng Ling-Xiao y Wild Tiger Mob y comercializó una nueva droga llamada Wild Tiger. A pesar de que Shang-Chi derribó a la mafia Wild Tiger, ella elude la captura. Shang-Chi nunca descubre la participación de su media hermana.
Fu Manchú finalmente resurge y empleó a Zaran (Zhou Man She) para recuperar un químico de A.I.M. y luego le ordenó que matara a Shang-Chi por él. Envió a sus dacoits para ayudar a Zaran contra Shang-Chi y Marvel Knights. Aunque lograron destruir el edificio en el que se encontraba Shang-Chi, Zaran no pudo matarlo. Más tarde retoma el control del Si-Fan pero su plan para desplegar su Arma Hellfire es frustrado una vez más por su hijo y sus aliados, en ese momento era conocido como Comte de Saint Germain o Fantasma.

### Orden Celestial de los Hai-Dai
Algún tiempo después de la próxima muerte de Fu Manchú, Steve Rogers rastrea a Shang-Chi después de que el Consejo de la Sombra resucita al padre de Shang-Chi y emplea a Si-Fan, ahora llamada Orden Celestial de Hai-Dai, para capturar a Shang-Chi. Shang-Chi descubre con los Vengadores Secretos la verdadera identidad de su padre como Zheng Zu. Shang-Chi finalmente es capturado por Hai-Dai y llevado al Consejo de la Sombra y Zu, quien planea sacrificar a Shang-Chi con los Ojos del Dragón para completar su resurrección. El Consejo de la Sombra y Zu se frustran cuando el Príncipe de los Huérfanos interrumpe el ritual y mata a Zu, lo que resulta en su muerte permanente.
La revelación de la verdadera identidad de Zu da como resultado la verdadera identidad de Fah Lo Suee, y Zheng Bao Yu también se revela. Ahora con el control total de Hai-Dai, Bao Yu reanuda el experimento olvidado de su padre de bioingeniería de huevos Brood como armas, que utiliza para llevar a cabo ataques en el barrio chino de Nueva York. La trama es descubierta por Misty Knight y Annabelle Riggs de Fearless Defenders con la ayuda de Elsa Bloodstone; los tres rastrean a Bao Yu y los asesinos y científicos de Hai-Dai hasta un laboratorio subterráneo. Con la ayuda de No-Name de los Brood, los Fearless Defenders derrotan a Hai-Dai y destruyen los experimentos, lo que obliga a Bao Yu a teletransportarse lejos de su guarida.

### Comandante Supremo Shang-Chi
Después de la muerte de Zu a manos del Príncipe de los Huérfanos, el liderazgo de la Sociedad de las Cinco Armas pasa a uno de sus hijos, el Hermano Staff, quien cambia los objetivos de la Sociedad hacia la ganancia monetaria, incluido el tráfico de drogas. Insatisfecha con esta dirección, la hija de Zu, la Hermana Hammer, usurpa el control de la Sociedad de Staff. A pesar del espíritu de Zheng Zu que nombra a Shang-Chi como su sucesor, Hammer se nombra a sí misma Comandante Suprema de la Sociedad. Mientras los Guerreros del Bastón Mortal y Hammer le prometen lealtad, los campeones restantes de la Casa, el hermano Saber y la hermana Dagger, buscan a Shang-Chi para que reclame el lugar que le corresponde como gobernante legítimo. Los dos le cuentan el verdadero nombre y la historia de la Sociedad y su papel como Campeón. Para reforzar sus fuerzas, Hammer revive los experimentos de su padre con jiangshi, y finalmente forma un ejército de muertos vivientes para atacar Londres. Con los esfuerzos combinados de Shang-Chi, los miembros leales de la Sociedad y Leiko Wu, el ejército jiangshi fue destruido y Hammer huye de la Sociedad. Posteriormente, Shang-Chi es nombrado Comandante Supremo y promete devolver a la Sociedad a sus raíces más nobles.
Como nuevo Comandante Supremo, Shang-Chi trabaja diligentemente para deshacer la influencia maligna de Zheng Zu sobre la Sociedad, lo que incluye cerrar una red de narcotraficantes que aún es leal a su padre en la ciudad de Nueva York. Cuando un Cubo Cósmico está en oferta en Macao, Shang-Chi y el hermano Saber asisten a la subasta como representantes de la Sociedad para evitar que el Cubo sea comprado por otras organizaciones criminales asistentes. Debido a la desaparición de la Casa de la Mano Mortal original tras la muerte de Zheng Zu, Shang-Chi tiene una nueva Casa de la Mano Mortal construida en el barrio chino de la ciudad de Nueva York, que también sirve como sede principal de la Sociedad. Shang-Chi también puede convencer a su media hermana mutante exiliada, Zheng Zhilan, de que se reincorpore a la Sociedad como su nueva Hermana Staff. A pesar de los esfuerzos de Shang-Chi por reformar la Sociedad, varios de sus aliados superhéroes desconfiaron de su participación en el imperio criminal de su padre. Después de que se reveló que el Cubo Cósmico que Shang-Chi adquirió de Macao y se lo dio al Capitán América era falso, los Vengadores se convencen de que Shang-Chi ha abrazado los malos caminos de su padre. Los Vengadores, Spider-Man y Míster Fantástico  se enfrentan a Shang-Chi, lo que lleva a una batalla con la Sociedad. Cuando se reveló que el hermano Saber había robado el Cubo sin el conocimiento de Shang-Chi, Shang-Chi se lo entrega a los Vengadores y le devuelve el Cubo.
Sin el conocimiento de Shang-Chi, varios enemigos que Shang-Chi hizo bajo la reformada Sociedad de las Cinco Armas son reclutados por el Cacique Xin, quien guarda rencor contra Zheng Zu y su linaje desde que Zu intentó robar armas sagradas de Ta-Lo para reforzar la Sociedad en el pasado. Creyendo que Shang-Chi es tan corrupto como su padre, Xin envía a sus aliados a asesinar a su nieto, pero la Sociedad los frustra. Sin embargo, Xin recurre al secuestro de su hija y de la madre de Shang-Chi, Jiang Li. Cuando Shang-Chi resulta imposible de derrotar en combate, Xin recurre a la creación de varios taotie para destruir a cualquiera que posea el linaje Zheng, lo que obliga a Shang-Chi a rescatar al hermano Saber y a la hermana Hammer de los ataques de Xin y los invita a regresar a la Sociedad. La Sociedad construye una puerta de entrada que conecta la Casa de la Mano Mortal con Ta-Lo, que Shang-Chi y los Campeones de la Casa toman para rescatar a Jiang Li y detener a Xin. Jiang Li pudo escapar de su encarcelamiento y huye a la Casa de la Mano Mortal para advertir a la Sociedad de un ataque de los Qilin Riders de Xin, que llevan máscaras taotie. Luego, la Sociedad se involucra en la batalla con los Jinetes para defender su sede. Los Jinetes finalmente se unen a Xin, que usa su propia máscara y posee seis de los Diez Anillos. Shang-Chi y sus hermanos llegan con los cuatro anillos restantes, pero Xin puede reclamarlos de Shang-Chi y ordena a sus hombres que ataquen la ciudad de Nueva York. Shang-Chi cede a sus oscuros deseos de recuperar los Diez Anillos, que desbloquean todo su potencial pero también le dan la apariencia y la personalidad de Zheng Zu. Shang-Chi puede derrotar fácilmente a Xin y los Qilin Riders con los Diez Anillos, pero casi ejecuta a Xin hasta que interviene su familia y lo devuelve a sus sentidos. La Sociedad de las Cinco Armas repara el daño causado a la ciudad y atiende a los civiles heridos, que revelan su existencia y el liderazgo de Shang-Chi al público, pero los elogia como héroes, reparando la relación de Shang-Chi con los Vengadores.
Varios miembros de la Sociedad descontentos con el gobierno de Shang-Chi recuperan los restos de Zheng Zu e intentan usarlos como parte de un ritual para convocar a una versión más joven de Zheng Zu del pasado para hacerse cargo de la Sociedad. El ritual es frustrado por Shang-Chi y los campeones de la casa, pero Shang-Chi es enviado temporalmente al pasado a la primera guerra del Opio, donde se encuentra con versiones más jóvenes de Zheng Zu y Zheng Yi y los Guerreros Mortales de esa época.

## En otros medios

### Juegos de rol
Fu Manchú y la Si-Fan aparecen en las aventuras After Midnight, Night Moves y Night Live para el juego de rol Marvel Super Heroes.
El perfil de Shang-Chi en el juego de rol Marvel Multiverse se actualiza y menciona que él es el Comandante Supremo de la Sociedad de las Cinco Armas.

### Películas

#### Universo Cinematográfico de Marvel
En la película Shang-Chi y la leyenda de los Diez Anillos (2021), el padre de Shang-Chi es Xu Wenwu, un personaje compuesto por Zheng Zu y el Mandarín. El dirige la organización secreta Diez Anillos, que tiene similitudes con la Sociedad de las Cinco Armas.Después de la muerte de Wenwu, los Diez Anillos son dirigidos por su hija, Xu Xialing, quien la modificó para incluir mujeres guerreras.